# پلوچا (آلکساندروواتس)
پلوچا (به صربی: Ploča) یک منطقهٔ مسکونی در صربستان است که در الکساندراواک واقع شده‌است. پلوچا ۴۰۰ نفر جمعیت دارد.